# Echinocactus parryi
Echinocactus parryi là một loài thực vật có hoa trong họ Cactaceae. Loài này được Engelm. mô tả khoa học đầu tiên năm 1857.

## Hình ảnh

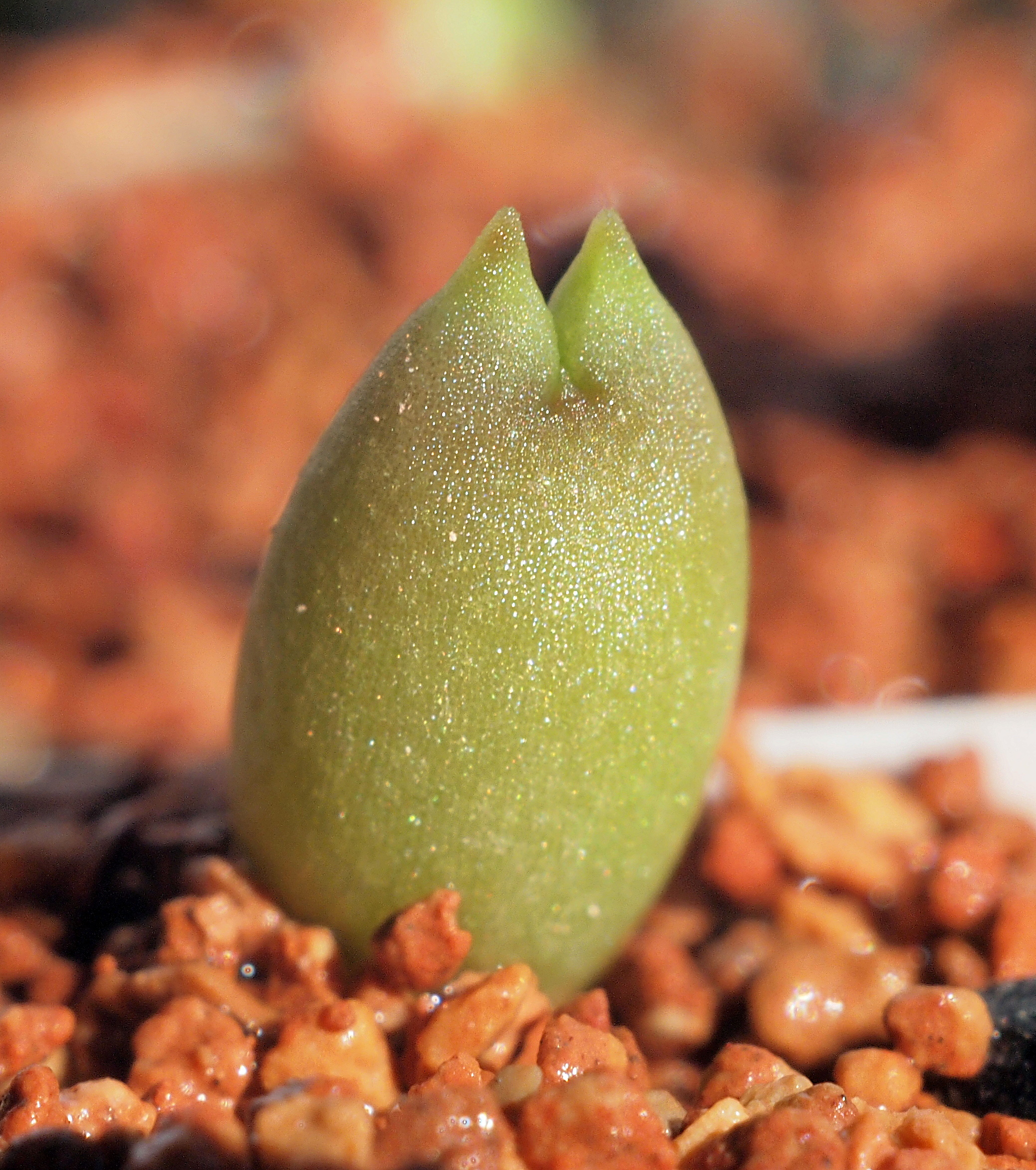
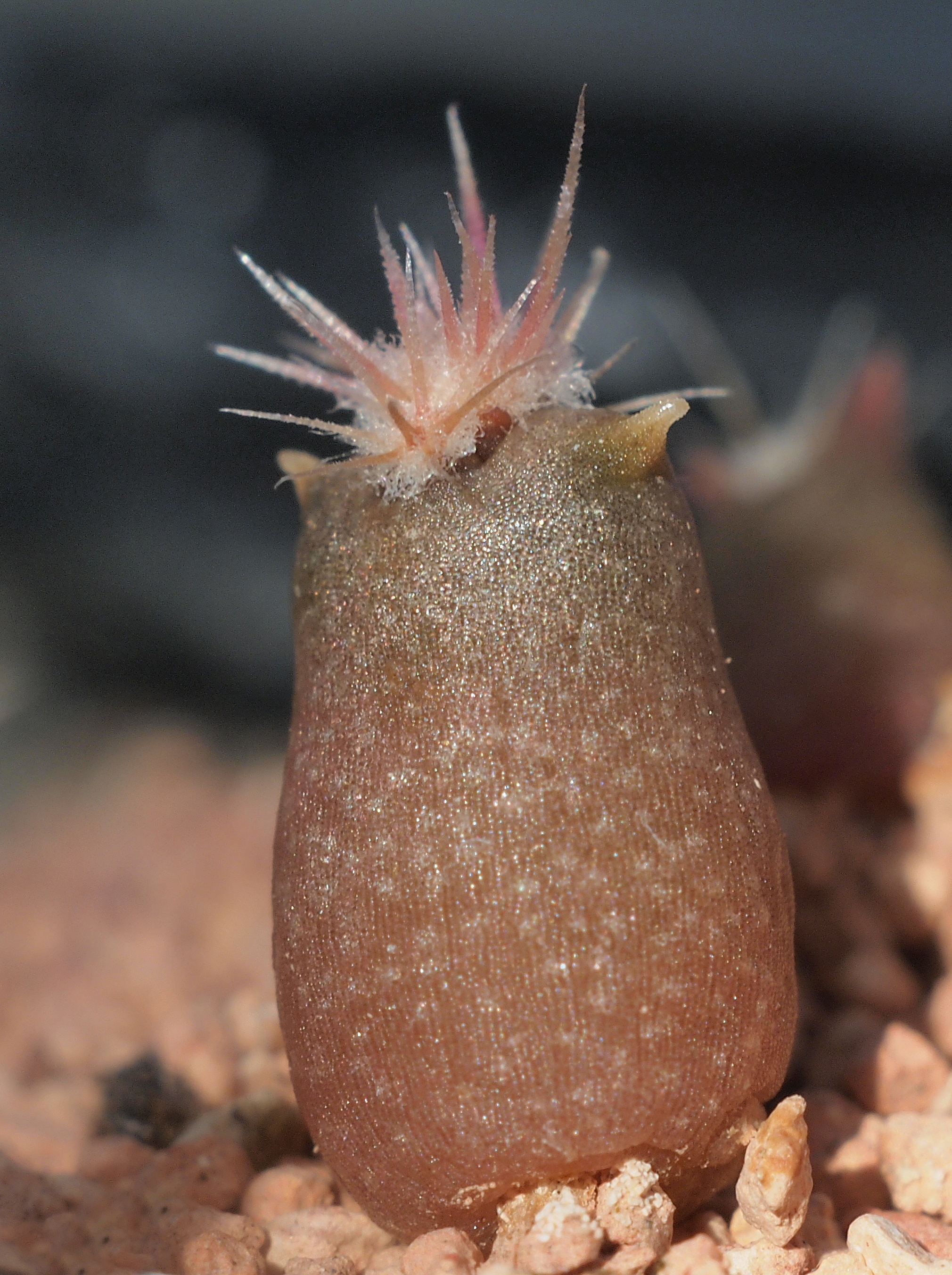
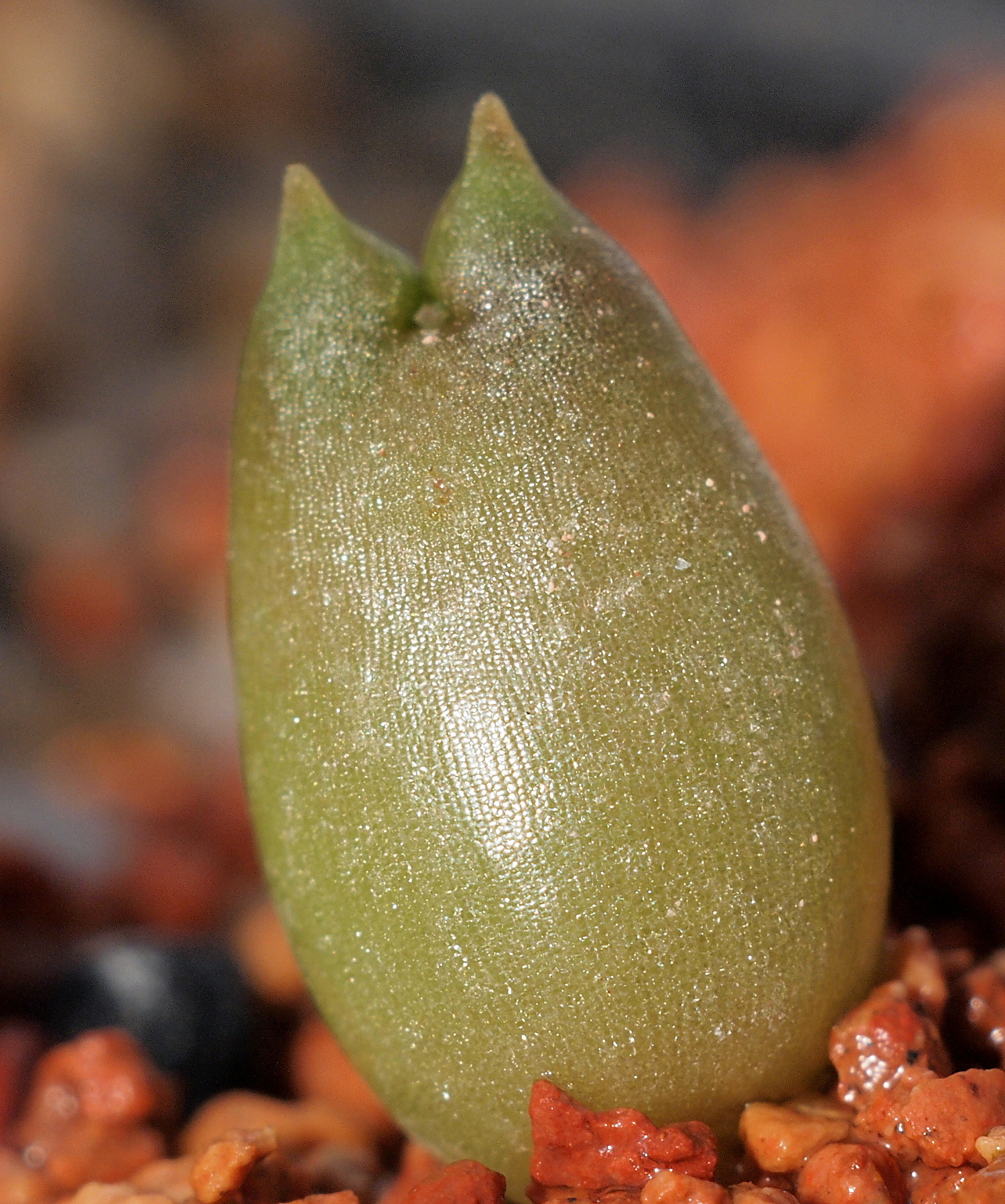